# إحياء الموات
إحياء الموات في الشريعة الإسلامية، هو استصلاح الأراضي الموات البعيدة عن العامر وجعلها صالحة للزراعة، وحكمها لمن أحياها . لحديث النبي ﷺ: «مَن أحيا أرضًا ميتة، فهي له»، وقوله ﷺ: «مَن عمَّر أرضًا ليست لأحد، فهو أحق بها»، وقد اتَّفق الفقهاء على أن الأرض التي لم يملكها أحد، ولم يوجد فيها أثرُ عمارة وانتفاع تُملك بالإحياء. واتفقوا على أن الأرض التي لها مالك معروف بشراء أو عطية لم ينقطع ملكه لا يجوز إحياؤها لأحد غير أصحابها. أما عن إحياء الموات فقد قال الأحناف  يكون بالبناء، أو الغرس، أو الكرب (قلبها بالحرث) أو إقامة المسناة (السد) أو التحويط، أو السقاية؛ والمالكية قالوا إن الإحياء يكون بالبناء، والغرس، والزراعة، والحرث، وإجراء المياه، وغيرها؛ وقال الشافعية: الإحياء الذي يملك به يختلف بحسب الغرض المقصود من الأرض، ويُرجَع فيه إلى العُرْف، فإن أراد إحياء الموات مسكنًا اشترط تحويط البقعة بآجُرٍّ أو قصب بحسب عادة ذلك المكان، وهكذا؛ وقال الحنابلة: إحياء الأرض أن يحوط عليها حائطًا منيعًا، سواء أرادها للبناء أو الزرع أو حظيرة للغنم؛ لقوله ﷺ: «من أحاط حائطًا على أرض، فهي له».

## شروط الإحياء
هناك شروط في المحيي، والأرض المحياة، وإجراء الإحياء:

### شروط المحيي
وقد اشترط الشافعية أن يكون المحيي مسلمًا حصرًا، ولا يملك الذمي إحياء الأرض الموات، وإن أذن له فيه الإمام؛ لأن الأحياء استعلاء، وهو ممتنع عليهم بدار الإسلام؛ وقد اختلف العلماء في هل يصح إحياء الذمي فقد قال بعض الحنابلة الّذين ذهبوا إلى أنّ الذّمّيّ لا يملك الإحياء في دار الإسلام، إنّما يملك الانتفاع. والبعض لا يشترط كونُ المحيي مسلمًا؛ لعموم قوله ﷺ: «مَن أحيا أرضًا ميتة، فهي له».

### شروط الأرض المحياة
- ألا تكون الأرض مِلكًا لأحد.
- ألا تكون مرتفقًا بها؛ أي: مستعملة ارتفاقًا لأهل البلدة؛ كمحتطب، أو مرعى، أو نادٍ يجتمع فيه للتحدث، ومركض للخيل أو مرآب ونحوه.

### شروط الإحياء الذي يثبت به الملك
- إذن الإمام: وقد اشترط أبو حنيفة: بأن يكون الإحياء بإذن الإمام؛ لحديث: «ليس للمرء إلا ما طابت به نفس إمامه».[5] وقال المالكية: إذا كانت قريبةً من العمران، احتاج إحياؤها إلى إذن الإمام بخلاف البعيدة من العمران، والجمهور على مَن أحيا أرضًا تملَّكها، وإن لم يأذن له فيها الإمام، اكتفاءً بإذن رسول الله ﷺ: «مَن أحيا أرضًا ميتة، فهي له».[1]

- المدة: واشترط جمهور الفقهاء أن يتم الإحياء في حالة التحجير (يعيني أن يحوطها بحجارة علامات لأرضه) خلال مدة أقصاها ثلاث سنين؛ لقول عمر : «ليس لمتحجرٍ بعد ثلاث سنين حق».